# Gesù delle Monache (Nápoly)
A Gesù delle Monache templom Nápoly történelmi központjában, a Porta San Gennaro egykori városkapu közelében.

## Története
A 16. században alapította Johanna, I. Ferdinánd nápolyi király felesége a királyi család saját használatára. Az épületegyüttes 1582-re épült fel a Montalto nemesi család jóvoltából. A belső barokk díszítései Angelo Guglielmelli, Lorenzo Vaccaro, Enrico Pini valamint Nicola Cacciapuoti művei. A kápolnákat Francesco Solimena, Paolo De Matteis és Luca Giordano festményei díszítik. A főoltár Enrico Pini alkotása. A késői reneszánsz homlokzat az ókori Róma diadalíveihez hasonlatos.